# Edmund Lyons
Edmund Lyons, 1.º Barão Lyons, GCB, KCH, (21 de novembro de 1790 – 23 de novembro de 1858) foi um comandante naval e diplomata britânico que teve uma distinta carreira na Royal Navy, culminando com a Guerra da Crimeia e a sua nomeação como Comandante da Frota do Mar Negro. Também teve vários postos diplomáticos, incluindo ser embaixador na Suécia, Suíça e na corte do rei Oto da Grécia.
Está sepultado no Castelo de Arundel.